# Drino fraudulenta
Drino fraudulenta là một loài ruồi trong họ Tachinidae.